# Slottet i Cagliostro
Slottet i Cagliostro (japanska: ルパン三世 カリオストロの城, Rupan Sansei: Kariosutoro no shiro) är en anime-film från 1979. Den är regissören Hayao Miyazakis långfilmsdebut och kretsar kring mästertjuven Lupin III. Filmen är internationellt känd även under sin engelska titel The Castle of Cagliostro.

## Handling
Lupin III är en "gentlemannatjuv" med kvinnotycke. Efter en lyckad kupp mot kasinot i Monaco, upptäcker han att alla sedlar är falska. Hans nyfikenhet leder honom mot förfalskarnas bas, det lilla påhittade sydeuropeiska furstendömet Cagliostro. Där stöter han på den betagande Clarisse, som mot sin vilja måste gifta sig med greven på slottet.
För att rädda henne måste Lupin III lösa hemligheten med slottet av Cagliostro, allt medan greven, hans hantlangare samt poliskommissarie Zenigata försöker fånga honom.

## Rollista (japanska)
| Karaktär                    | Röst              |
| --------------------------- | ----------------- |
| Arsène Lupin III            | Yasuo Yamada      |
| Clarisse d'Cagliostro       | Sumi Shimamoto    |
| greve Lazare d'Cagliostro   | Tarō Ishida       |
| kommissarie Koichi Zenigata | Gorō Naya         |
| Daisuke Jigen               | Kiyoshi Kobayashi |
| Fujiko Mine                 | Eiko Masuyama     |
| Goemon Ishikawa XIII        | Makio Inoue       |

## Produktion och distribution

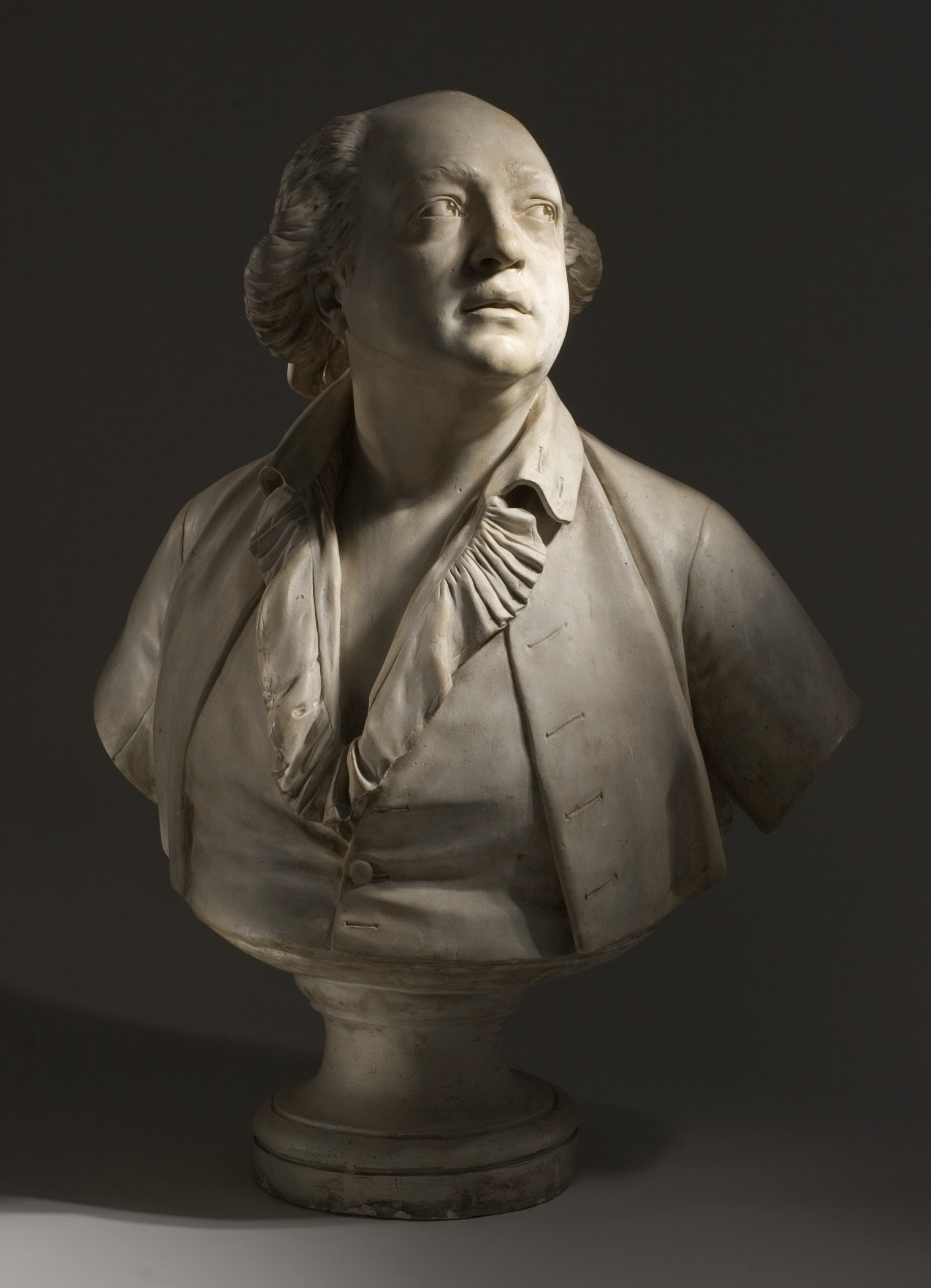
Byst av Alessandro Cagliostro, inspirationskälla till delar av filmens handling.

Filmens berättelse är inspirerad av den italienske 1700-talsbedragaren Alessandro Cagliostro och hans liv. Den historiske Cagliostro låtsades vara greve och ägnade sig åt pengaförfalskning. 1924 utkom La Comtesse de Cagliostro, författad av Maurice Leblanc, där Arsène Lupins första äventyr rekapitulerades. I filmen befinner sig det fiktiva furstendömet Cagliostro i en bergsmiljö på lagom avstånd från kasinot i Monte Carlo.
Slottet i Cagliostro är den andra filmen i serien om Lupin III. Den var samtidigt regissören Miyazakis långfilmsdebut, efter TV-serien Mirai no shōnen Conan som han regisserade året före. Filmen animerades av TMS Entertainment och distribuerades av Toho. Miyazaki hade tidigare erfarenhet av Lupin III, eftersom han 1971–1972 regisserat delar den första animeserien efter Monkey Punchs manga. Dessutom skrev och regisserade Miyazaki två avsnitt av den då pågående (1977–1980) andra animeserien med Lupin III.
Filmen var inte framgångsrik på bio i Japan när den kom ut. Senare, när Miyazaki blivit känd som en av Japans stora filmskapare, har filmen återupptäckts. Den har uppskattats av flera amerikanska filmregissörer, bland annat för sin väl uppbyggda äventyrshistoria. Av många anses filmen vara den bästa Lupin III-filmatiseringen, med en hårdhudad prinsessa, våghalsiga actionscener, en nattsvart skurk och ett slott med fällor, lönndörrar och labyrinter.
17 augusti 2011 släpptes den på svensk DVD, med japanskt tal och svensk textning. Den 24 januari 2019 visades den första gången på svensk bio i en specialvisning, dock med japanskt tal och engelsk text.